# Charles Carnegie
Charles Alexander Carnegie (Edinburgh, 23 september 1893 – Brechin, Angus, 16 februari 1992) was de 11de graaf van Southesk en was door zijn huwelijk met prinses Maud van Fife, kleindochter van koning Eduard VII van het Verenigd Koninkrijk, lid van de Britse koninklijke familie.

## Jeugd
Charles was de oudste zoon van Charles Noel Carnegie, de 10e graaf van Southesk, en Ethel Mary Elizabeth Bannerman. Zijn vader volgde in 1905 zijn grootvader James Carnegie, 9de graaf van  Southesk, op als graaf van Southesk. Hierdoor had Charles, de oudste zoon van de graaf, recht op de titel Lord Carnegie.
Hij kreeg les aan het Eton College en sloot zich later aan bij het Britse leger, waar hij werd in gedeeld bij het regiment “Scots Guards”. In 1917 diende hij als aide de camp van de onderkoning van Indië.

## Eerste huwelijk
Lord Carnegie trad op 12 november 1923 in het huwelijk met prinses Maud van Fife, tweede dochter van Alexander Duff en Louise van het Verenigd Koninkrijk. Zij had in 1905 de titel prinses van Groot-Brittannië en Ierland en de aanspreektitel Hoogheid gekregen van haar grootvader Eduard VII. Na hun huwelijk stopte Maud echter met het gebruiken van deze titels en stond ze bekend als Lady Carnegie. Het paar kreeg één kind in 1929: James.
In november 1941 verloor Charles zijn vader en volgde hij hem op als de 11de graaf van Southesk. Maud werd hierdoor de gravin van Southesk. Maud en Charles vervulden geen officiële verplichtingen, maar waren nog altijd lid van de Britse koninklijke familie. Ze waren dan ook aanwezig bij de kroning van hun neef tot George VI en andere gelegenheden.
Prinses Maud stierf in een verzorgingshuis in Londen in december 1945, na een aanval van hevige bronchitis.

## Verdere levensloop
Charles hertrouwde op 16 mei 1952 te Perth, Schotland met Evelyn Julia Williams-Freeman, die al een zoon had uit een eerder huwelijk.
Hij bracht de laatste jaren van zijn leven door als aanvullend Vicepresident van de Conservative Monday Club, een groep met een oorsprong in de Conservative Party. van de  Charles stierf in 1992 op 98-jarige leeftijd te Brechin, Schotland. Zijn zoon James droeg al de titel hertog van Fife, die hij van zijn overleden tante Alexandra had overgenomen, en kreeg bij de dood van Charles ook de titel graaf van Southesk. De titel graaf van Southesk is sindsdien een bijkomstige titel voor de hertogen van Fife.

## Titels
- De Hooggeboren Charles Carnegie (1893-1905)
- Lord Carnegie (1905-1941)
- De Hooggeboren Graaf van Southesk (1941-1992)